# Copa América 2001
La Copa América 2001 fu la quarantesima edizione del massimo torneo sudamericano per nazionali di calcio.
Pur conscia dei rischi legati alla guerriglia che da decenni dilania la Colombia, nel 1999 la CONMEBOL decise di affidare l'organizzazione dell'edizione 2001 al Paese andino per la prima volta nella sua storia. Il mondo sportivo e le autorità colombiane si impegnarono ad organizzare un evento sicuro, predisponendo ingenti dispiegamenti di polizia e dell'esercito per proteggere calciatori e tifosi.
Il torneo fu vinto dalla Colombia stessa, che batté la nazionale ospitante nordamericana del Messico per 1-0 e si portò a casa il primo (e attualmente unico) trofeo della Copa América nella storia.

## Formula
Per l'evento venne confermata la formula ormai adottata da quattro edizioni, con 12 nazionali partecipanti divise in 3 gironi all'italiana da 4 ciascuno. Le prime due classificate più le 2 migliori terze si sarebbero qualificate ai quarti. Da questo momento il torneo avrebbe preso la forma dell'eliminazione diretta.

## Città e stadi
Per ospitare le 26 gare della manifestazione, in programma dall'11 al 29 luglio 2001, furono scelte le seguenti città con i relativi stadi:
| Barranquilla              | Armenia Barranquilla Bogotá Cali Manizales Medellín Pereira | Armenia Barranquilla Bogotá Cali Manizales Medellín Pereira | Armenia Barranquilla Bogotá Cali Manizales Medellín Pereira |
| ------------------------- | ----------------------------------------------------------- | ----------------------------------------------------------- | ----------------------------------------------------------- |
| Estadio Metropolitano     | Armenia Barranquilla Bogotá Cali Manizales Medellín Pereira | Armenia Barranquilla Bogotá Cali Manizales Medellín Pereira | Armenia Barranquilla Bogotá Cali Manizales Medellín Pereira |
| Capienza: 60,000          | Armenia Barranquilla Bogotá Cali Manizales Medellín Pereira | Armenia Barranquilla Bogotá Cali Manizales Medellín Pereira | Armenia Barranquilla Bogotá Cali Manizales Medellín Pereira |
|                           | Armenia Barranquilla Bogotá Cali Manizales Medellín Pereira | Armenia Barranquilla Bogotá Cali Manizales Medellín Pereira | Armenia Barranquilla Bogotá Cali Manizales Medellín Pereira |
| Medellín                  | Armenia Barranquilla Bogotá Cali Manizales Medellín Pereira | Armenia Barranquilla Bogotá Cali Manizales Medellín Pereira | Armenia Barranquilla Bogotá Cali Manizales Medellín Pereira |
| Estadio Atanasio Girardot | Armenia Barranquilla Bogotá Cali Manizales Medellín Pereira | Armenia Barranquilla Bogotá Cali Manizales Medellín Pereira | Armenia Barranquilla Bogotá Cali Manizales Medellín Pereira |
| Capienza: 52,000          | Armenia Barranquilla Bogotá Cali Manizales Medellín Pereira | Armenia Barranquilla Bogotá Cali Manizales Medellín Pereira | Armenia Barranquilla Bogotá Cali Manizales Medellín Pereira |
|                           | Armenia Barranquilla Bogotá Cali Manizales Medellín Pereira | Armenia Barranquilla Bogotá Cali Manizales Medellín Pereira | Armenia Barranquilla Bogotá Cali Manizales Medellín Pereira |
| Bogotá                    | Armenia Barranquilla Bogotá Cali Manizales Medellín Pereira | Armenia Barranquilla Bogotá Cali Manizales Medellín Pereira | Armenia Barranquilla Bogotá Cali Manizales Medellín Pereira |
| Estadio El Campín         | Armenia Barranquilla Bogotá Cali Manizales Medellín Pereira | Armenia Barranquilla Bogotá Cali Manizales Medellín Pereira | Armenia Barranquilla Bogotá Cali Manizales Medellín Pereira |
| Capienza: 48,300          | Armenia Barranquilla Bogotá Cali Manizales Medellín Pereira | Armenia Barranquilla Bogotá Cali Manizales Medellín Pereira | Armenia Barranquilla Bogotá Cali Manizales Medellín Pereira |
|                           | Armenia Barranquilla Bogotá Cali Manizales Medellín Pereira | Armenia Barranquilla Bogotá Cali Manizales Medellín Pereira | Armenia Barranquilla Bogotá Cali Manizales Medellín Pereira |
| Cali                      | Manizales                                                   | Pereira                                                     | Armenia                                                     |
| Estadio Pascual Guerrero  | Estadio Palogrande                                          | Estadio Hernán Ramírez Villegas                             | Estadio Centenario                                          |
| Capienza: 45,625          | Capienza: 36,553                                            | Capienza: 30,313                                            | Capienza: 29,000                                            |
|                           |                                                             |                                                             |                                                             |

## Sorteggio iniziale
Quali squadre partecipanti, oltre alle 10 nazionali della CONMEBOL, furono invitate in un primo momento Messico e Canada. I messicani erano ormai ospiti fissi del torneo da 5 edizioni, mentre i canadesi sarebbero stati così omaggiati della propria vittoria della CONCACAF Gold Cup, ottenuta l'anno prima battendo in finale proprio la Colombia.
| N° | Nazione   | Iscrizione CONMEBOL | Iscrizione CONCACAF | Note                          |
| -- | --------- | ------------------- | ------------------- | ----------------------------- |
| 1  | Argentina | 1916                | -                   |                               |
| 2  | Brasile   | 1916                | -                   | Detentore Coppa America 1999  |
| 3  | Cile      | 1916                | -                   |                               |
| 4  | Uruguay   | 1916                | -                   |                               |
| 5  | Paraguay  | 1921                | -                   |                               |
| 6  | Perù      | 1925                | -                   |                               |
| 7  | Bolivia   | 1926                | -                   |                               |
| 8  | Ecuador   | 1927                | -                   |                               |
| 9  | Colombia  | 1936                | -                   | Nazione ospitante             |
| 10 | Venezuela | 1952                | -                   |                               |
| 11 | Messico   | -                   | 1961                | Detentore Coppa CONCACAF 1998 |
| 12 | Canada    | -                   | 1963                | Detentore Coppa CONCACAF 2000 |

Il 10 gennaio 2001 si svolsero a Bogotà i sorteggi dei gironi iniziali. Tale sarebbe stata la suddivisione delle 12 squadre al primo turno:
| Pos | Squadra   |
| --- | --------- |
| A3  | Colombia  |
| A4  | Cile      |
| A5  | Ecuador   |
| A6  | Venezuela |

| Pos | Squadra  |
| --- | -------- |
| B1  | Brasile  |
| B4  | Messico  |
| B5  | Paraguay |
| B6  | Perù     |

| Pos | Squadra   |
| --- | --------- |
| C1  | Argentina |
| C4  | Bolivia   |
| C5  | Canada    |
| C6  | Uruguay   |

## Problemi di ordine interno
Pochi giorni prima della data prevista per l'inizio del torneo gli scontri fra le forze governative colombiane e i guerriglieri delle FARC si riacutizzarono sensibilmente. Di fronte alla drammatica situazione la CONMEBOL convocò d'urgenza una riunione per il 28 giugno, al fine di discutere sul da farsi. Al termine, il massimo organo calcistico sudamericano dispose la revoca dell'organizzazione alla Colombia per l'estrema gravità delle contingenze interne, mentre il Venezuela si offrì di ospitare l'evento in sua sostituzione. L'offerta dei venezuelani fu però rifiutata e il 30 giugno, in una nuova riunione, la CONMEBOL riassegnò la manifestazione alla Colombia, posticipandola però di un anno. Le autorità colombiane si opposero tuttavia alla decisione, promettendo massime garanzie di sicurezza e facendo notare la difficoltà di conciliare nel 2002 il calendario della Copa América con quello dei mondiali di Giappone e Corea del Sud, che si sarebbero disputati nello stesso anno. Di fronte a tali motivazioni, il 5 luglio la CONMEBOL fece marcia indietro e confermò l'edizione 2001 in Colombia, nelle stesse date previste, ma notevoli furono a questo punto le proteste di molte altre federazioni calcistiche sudamericane, che non si sentivano sicure in un clima come quello che si respirava al momento in Colombia.
Fu così che, dopo l'annuncio di Brasile e Uruguay di partecipare con nazionali di secondo piano, il 6 luglio il Canada diede il proprio forfait. In sostituzione dei nordamericani fu così chiamata in extremis la Costa Rica, che partecipava in tal modo al torneo per la seconda volta dopo l'edizione 1997. Rimase in forse anche la partecipazione dell'Argentina, che il 10 luglio, alla vigilia della prima partita, si ritirò anch'essa dalla Copa América, lamentando minacce di morte ricevute dai propri calciatori. Nonostante il disappunto dei tifosi biancocelesti, la Federazione argentina non ritornò sulla propria decisione, costringendo così gli organizzatori a trovare in poche ore un sostituto. La scelta cadde sull'Honduras, che accettò, nonostante l'allenatore Ramón Maradiaga fosse stato costretto a convocare in pochissime ore i propri calciatori, già partiti per le vacanze. La nazionale honduregna fu quindi trasportata in Colombia da un aereo dell'aviazione militare colombiana, giungendo la mattina dell'11 luglio a Medellín, dove avrebbe esordito 2 giorni dopo contro la Costa Rica.

## La nuova composizione dei gironi
Il salvataggio all'ultimo momento della manifestazione fece confermare tutto il calendario: le uniche modifiche furono le sostituzioni di Canada e Argentina rispettivamente con Costa Rica e Honduras.
| N° | Nazione    | Iscrizione CONMEBOL | Iscrizione CONCACAF | Note |
| -- | ---------- | ------------------- | ------------------- | --- |
| 1  | Brasile    | 1916                | -                   | Detentore Coppa America 1999 |
| 2  | Cile       | 1916                | -                   | |
| 3  | Uruguay    | 1916                | -                   | |
| 4  | Paraguay   | 1921                | -                   | |
| 5  | Perù       | 1925                | -                   | |
| 6  | Bolivia    | 1926                | -                   | |
| 7  | Ecuador    | 1927                | -                   | |
| 8  | Colombia   | 1936                | -                   | Nazione ospitante |
| 9  | Venezuela  | 1952                | -                   | |
| 10 | Messico    | -                   | 1961                | Detentore Coppa CONCACAF 1998 |
| 11 | Honduras   | -                   | 1961                | Argentina (rinuncia) Detentore Coppa UNCAF 1995                                                                                               |
| 12 | Costa Rica | -                   | 1962                | Canada Detentore Coppa CONCACAF 2000 (rinuncia) Guatemala Detentore Coppa UNCAF 2001 (rinuncia) Detentore Coppa UNCAF 1997 e Coppa UNCAF 1999 |

La composizione dei gironi iniziali fu pertanto la seguente:
| Pos | Squadra   |
| --- | --------- |
| A3  | Colombia  |
| A4  | Cile      |
| A5  | Ecuador   |
| A6  | Venezuela |

| Pos | Squadra  |
| --- | -------- |
| B1  | Brasile  |
| B4  | Messico  |
| B5  | Paraguay |
| B6  | Perù     |

| Pos | Squadra    |
| --- | ---------- |
| C1  | Bolivia    |
| C4  | Costa Rica |
| C5  | Honduras   |
| C6  | Uruguay    |

## Primo turno

### Gruppo A

#### Risultati
| Arbitro: | Hidalgo |

|           |           |                                              |
| Chalá 53’ | Marcatori | 29’ Navia 73’, 90+1’ Montecinos 85’ Corrales |

| Arbitro: | Ortubé |

|                                     |           |  |
| Grisales 15’ Aristizábal 59’ (rig.) | Marcatori |  |

| Arbitro: | Alcalá |

|                |           |  |
| Montecinos 78’ | Marcatori |  |

| Arbitro: | Aquino |

|                 |           |  |
| Aristizábal 29’ | Marcatori |  |

| Arbitro: | Hidalgo |

|                                           |           |  |
| Delgado 19’, 63’ Fernández 29’ Méndez 60’ | Marcatori |  |

| Arbitro: | Larrionda |

|                                    |           |  |
| Aristizábal 10’ (rig.) Arriaga 90’ | Marcatori |  |

#### Classifica
| Pos. | Squadra   | Pt | G | V | N | P | GF | GS | DR |
| ---- | --------- | -- | - | - | - | - | -- | -- | -- |
| 1.   | Colombia  | 9  | 3 | 3 | 0 | 0 | 5  | 0  | +5 |
| 2.   | Cile      | 6  | 3 | 2 | 0 | 1 | 5  | 3  | +2 |
| 3.   | Ecuador   | 3  | 3 | 1 | 0 | 2 | 5  | 5  | 0  |
| 4.   | Venezuela | 0  | 3 | 0 | 0 | 3 | 0  | 7  | -7 |

### Gruppo B

#### Risultati
| Arbitro: | A. Sánchez |

|                                       |           |                             |
| Lobatón 16’ Pajuelo 57’ Del Solar 72’ | Marcatori | 23’, 64’ Ferreira 90’ Garay |

| Arbitro: | Ruiz |

|             |           |  |
| Borgetti 5’ | Marcatori |  |

| Arbitro: | Larrionda |

|                           |           |  |
| Guilherme 9’ Denílson 85’ | Marcatori |  |

| Cali 15 luglio 2001, ore 18:15 | Paraguay | 0 – 0 | Messico | Estadio Pascual Guerrero (25.711 spett.)\| Arbitro: \| Zambrano \| |
| Arbitro:                       | Zambrano |       |         |                                                                    |

| Arbitro: | Ortubé |

|            |           |  |
| Holsen 48’ | Marcatori |  |

| Arbitro: | A. Sánchez |

|                                    |           |                      |
| Alex 60’ Belletti 89’ Denílson 90’ | Marcatori | 11’ (rig.) Alvarenga |

#### Classifica
| Pos. | Squadra  | Pt | G | V | N | P | GF | GS | DR |
| ---- | -------- | -- | - | - | - | - | -- | -- | -- |
| 1.   | Brasile  | 6  | 3 | 2 | 0 | 1 | 5  | 2  | +3 |
| 2.   | Messico  | 4  | 3 | 1 | 1 | 1 | 1  | 1  | 0  |
| 3.   | Perù     | 4  | 3 | 1 | 1 | 1 | 4  | 5  | -1 |
| 4.   | Paraguay | 2  | 3 | 0 | 2 | 1 | 4  | 6  | -2 |

### Gruppo C

#### Risultati
| Arbitro: | Navarro |

|               |           |  |
| Chevantón 60’ | Marcatori |  |

| Arbitro: | Sánchez |

|  |           |              |
|  | Marcatori | 63’ Wanchope |

| Arbitro: | Simon |

|                |           |              |
| C. Morales 53’ | Marcatori | 28’ Wanchope |

| Arbitro: | Toro |

|                  |           |  |
| Guevara 53’, 68’ | Marcatori |  |

| Arbitro: | Solórzano |

|                                         |           |  |
| Wanchope 45’, 71’ Bryce 63’ Fonseca 84’ | Marcatori |  |

| Arbitro: | Zambrano |

|             |           |  |
| Guevara 86’ | Marcatori |  |

#### Classifica
| Pos. | Squadra    | Pt | G | V | N | P | GF | GS | DR |
| ---- | ---------- | -- | - | - | - | - | -- | -- | -- |
| 1.   | Costa Rica | 7  | 3 | 2 | 1 | 0 | 6  | 1  | +5 |
| 2.   | Honduras   | 6  | 3 | 2 | 0 | 1 | 3  | 1  | +2 |
| 3.   | Uruguay    | 4  | 3 | 1 | 1 | 1 | 2  | 2  | 0  |
| 4.   | Bolivia    | 0  | 3 | 0 | 0 | 3 | 0  | 7  | -7 |

### Raffronto delle terze classificate
| Pos. | Squadra | Pt | G | V | N | P | GF | GS | DR |
| ---- | ------- | -- | - | - | - | - | -- | -- | -- |
| 1.   | Uruguay | 4  | 3 | 1 | 1 | 1 | 2  | 2  | 0  |
| 2.   | Perù    | 4  | 3 | 1 | 1 | 1 | 4  | 5  | -1 |
| 3.   | Ecuador | 3  | 3 | 1 | 0 | 2 | 5  | 5  | 0  |

## Fase ad eliminazione diretta
|  | Quarti di finale | Quarti di finale |          |         | Semifinali                | Semifinali                |  |  | Finale | Finale |
|  |                  |                  |          |         |                           |                           |  |  |        |        |
|  |                  |                  |          |         |                           |                           |  |  |        |        |
|  |                  |                  |          |         |                           |                           |  |  |        |        |
|  | 1A. Colombia     | 3                |          |         |                           |                           |  |  |        |        |
|  | 1A. Colombia     | 3                |          |         |                           |                           |  |  |        |        |
|  | 3B. Perù         | 0                |          |         |                           |                           |  |  |        |        |
|  | 3B. Perù         | 0                | Colombia | 2       |                           |                           |  |  |        |        |
|  |                  |                  | Colombia | 2       |                           |                           |  |  |        |        |
|  |                  | Honduras         | 0        |         |                           |                           |  |  |        |        |
|  | 2C. Honduras     | Honduras         | 0        | 2       |                           |                           |  |  |        |        |
|  | 2C. Honduras     |                  |          | 2       |                           |                           |  |  |        |        |
|  | 1B. Brasile      | 0                |          |         |                           |                           |  |  |        |        |
|  | 1B. Brasile      | 0                | Colombia | 1       |                           |                           |  |  |        |        |
|  |                  |                  | Colombia | 1       |                           |                           |  |  |        |        |
|  |                  | Messico          | 0        |         |                           |                           |  |  |        |        |
|  | 2B. Messico      | Messico          | 0        | 2       |                           |                           |  |  |        |        |
|  | 2B. Messico      |                  |          | 2       |                           |                           |  |  |        |        |
|  | 2A. Cile         | 0                |          |         |                           |                           |  |  |        |        |
|  | 2A. Cile         | 0                | Messico  | 2       | Finale per il terzo posto | Finale per il terzo posto |  |  |        |        |
|  |                  |                  | Messico  | 2       | Finale per il terzo posto | Finale per il terzo posto |  |  |        |        |
|  |                  | Uruguay          | 1        |         |                           |                           |  |  |        |        |
|  | 3C. Uruguay      | Uruguay          | 1        | 2       | Honduras                  | 2 (5)                     |  |  |        |        |
|  | 3C. Uruguay      |                  |          | 2       | Honduras                  | 2 (5)                     |  |  |        |        |
|  | 1C. Costa Rica   | 1                |          | Uruguay | 2 (4)                     |                           |  |  |        |        |
|  | 1C. Costa Rica   | 1                |          |         | 2 (4)                     |                           |  |  |        |        |
|  |                  |                  |          |         |                           |                           |  |  |        |        |
|  |                  |                  |          |         |                           |                           |  |  |        |        |

### Quarti di finale
| Arbitro: | Simon |

|                         |           |  |
| Arellano 17’ Osorno 78’ | Marcatori |  |

| Arbitro: | Ruiz |

|                           |           |              |
| Lemos 61’ (rig.) Lima 87’ | Marcatori | 52’ Wanchope |

| Arbitro: | Aquino |

|                                       |           |  |
| Belletti 58’ (aut.) S. Martínez 90+4’ | Marcatori |  |

| Arbitro: | Alcalá |

|                                    |           |  |
| Aristizábal 50’, 69’ Hernández 66’ | Marcatori |  |

### Semifinali
| Arbitro: | A. Sánchez |

|                                     |           |                |
| Borgetti 14’ García Aspe 67’ (rig.) | Marcatori | 32’ R. Morales |

| Arbitro: | Sánchez |

|                           |           |  |
| Bedoya 6’ Aristizábal 63’ | Marcatori |  |

### Finale per il 3º posto
| Arbitro: | Hidalgo |

|                                            |                      |                                           |
| S. Martínez 14’ Izaguirre 42’              | Marcatori            | 22’ Bizera 45’ A. Martínez                |
| Pineda S. Martínez García Medina Izaguirre | Tiri di rigore 5 – 4 | Sorondo Gutiérrez Rodríguez Lemos Olivera |

### Finale
| Arbitro: | Ubaldo Aquino |

|                |           |  |
| I. Córdoba 65’ | Marcatori |  |

| Colombia | Mexico |

| POR                | 1  | Óscar Córdoba       |       |     |
| DIF                | 2  | Iván Córdoba        |       |     |
| DIF                | 3  | Mario Yepes         |       |     |
| DIF                | 14 | Iván López          |       |     |
| DIF                | 20 | Gerardo Bedoya      | 20’   |     |
| CEN                | 6  | Fabián Vargas       | 28’   |     |
| CEN                | 17 | Juan Carlos Ramírez |       |     |
| CEN                | 19 | Freddy Grisales     |       |     |
| CEN                | 24 | Giovanni Hernández  |       | 87’ |
| ATT                | 15 | Elkin Murillo       |       |     |
| ATT                | 10 | Víctor Aristizábal  |       | 31’ |
| Sostituzioni:      |    |                     |       |     |
| ATT                | 18 | Jairo Castillo      |       | 31’ |
| CEN                | 23 | Mauricio Molina     | 90+3’ | 87’ |
| Allenatore:        |    |                     |       |     |
| Francisco Maturana |    |                     |       |     |

| POR            | 1              | Oswaldo Sánchez      |            |     |
| DIF            | 2              | Alberto Rodríguez    |            | 72’ |
| DIF            | 3              | Heriberto Morales    |            |     |
| DIF            | 7              | Octavio Valdez       |            |     |
| DIF            | 13             | Sigifredo Mercado    |            |     |
| CEN            | 6              | Gerardo Torrado      | 90’, 90+1’ |     |
| CEN            | 18             | Johan Rodríguez      |            | 67’ |
| CEN            | 15             | Juan Pablo Rodríguez | 79’        |     |
| CEN            | 20             | Ramón Morales        | 70’        |     |
| ATT            | 21             | Jesús Arellano       |            | 54’ |
| ATT            | 9              | Jared Borgetti       |            |     |
| Sostituzioni:  |                |                      |            |     |
| CEN            | 10             | Cesáreo Victorino    |            | 54’ |
| ATT            | 11             | Daniel Osorno        |            | 67’ |
| ATT            | 19             | Miguel Zepeda        |            | 74’ |
| Allenatore:    |                |                      |            |     |
| Javier Aguirre | Javier Aguirre | Javier Aguirre       | 36’        |     |

| Assistenti arbitrali: Miguel Giacomuzzi (Paraguay) Claudio Rossi (Argentina) Quarto ufficiale: René Ortubé (Bolivia) |

## Classifica marcatori
6 gol
- Víctor Aristizábal

5 gol
- Paulo Wanchope

3 gol
- Cristian Montecinos
- Amado Guevara

2 gol
- Denilson
- Agustín Delgado
- Saúl Martínez
- Jared Borgetti
- Virgilio Ferreira

1 gol
- Alex
- Belletti
- Guilherme
- Marcelo Corrales
- Reinaldo Navia
- Eulalio Arriaga
- Gerardo Bedoya
- Freddy Grisales

- Giovanni Hernández
- Iván Ramiro Córdoba
- Steven Bryce
- Rolando Fonseca
- Cléber Chalá
- Angel Fernández
- Edison Méndez
- Júnior Izaguirre

- Jesús Arellano
- Alberto García Aspe
- Daniel Osorno
- Guido Alvarenga
- Silvio Garay
- José Del Solar
- Roberto Holsen
- Abel Lobatón

- Juan Pajuelo
- Joe Bizera
- Javier Ernesto Chevantón
- Rodrigo Lemos
- Pablo Lima
- Andrés Martínez
- Carlos María Morales
- Richard Morales

Autoreti
- Belletti (pro  Honduras)

## Arbitri
- Ángel Sánchez
- René Ortubé
- Carlos Simon
- Mauricio Navarro
- Mario Sánchez
- Oscar Julián Ruiz
- John Jairo Toro

- Roger Zambrano
- Gilberto Alcalá
- Ubaldo Aquino
- Gilberto Hidalgo
- Jorge Larrionda
- Luis Solórzano